# Vitus Bering

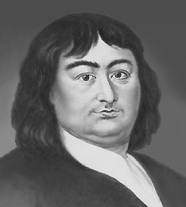
Vitus Bering

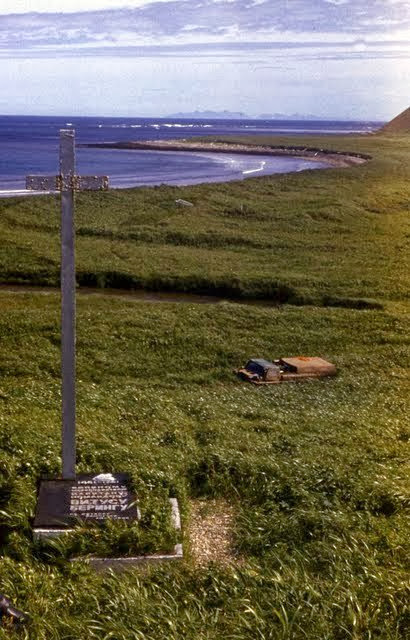
Graf op Beringeiland

Vitus Jonassen Bering (ook Behring; Russisch: Витус Ионассен Беринг of Иван Иванович Беринг, Ivan Ivanovitsj Bering) (Horsens (Jutland), 12 augustus 1681 – Avatsja, 19 december 1741) was een Deense ontdekkingsreiziger, die in Russische dienst de Beringstraat ontdekte.
Bering werd geboren in Horsens, in Jutland, maar kwam in dienst van de Nederlandse marine. Toen in 1704 Peter de Grote de Russische marine stichtte, stapte hij over naar Rusland, voer in de Zwarte Zee en de Zee van Azov en maakte zich tijdens de Grote Noordse Oorlog verdienstelijk in de strijd tegen Zweden in de Oostzee.

## Eerste Kamtsjatka-expeditie
In januari 1725 kreeg Bering van Peter de Grote de opdracht om een expeditie naar het uiterste oosten van Siberië te leiden. Hij moest in Kamtsjatka de bouw van een of twee schepen leiden en deze gebruiken om noordwaarts te varen naar de plaats waar volgens geruchten Azië en Amerika met elkaar verbonden zouden zijn. Peter stierf twee dagen later, maar Berings orders werden bevestigd door tsarina Catharina I, de vrouw van Peter, die hem opvolgde.
Op 24 januari verliet Bering Sint-Petersburg. Belangrijke andere leden van de expeditie waren Martin Spanberg en Aleksej Tsjirikov. Het zou echter tot de lente van 1728 duren voor de oversteek van Siberië, de zee van Ochotsk en Kamtsjatka naar Nizjnekamtsjatsk voltooid was. In juli en augustus van dat jaar voer hij noordwaarts vanuit Kamtsjatka, en bereikte uiteindelijk 67°18'NB. Hoewel hij door de Beringstraat voer, heeft hij Alaska op deze reis niet gezien; wel stelde hij vast dat Azië en Amerika niet door land verbonden waren. In maart 1730 was hij in Sint-Petersburg terug.

## Tweede Kamtsjatka-expeditie
In 1733 kreeg Bering de leiding over een nieuwe expeditie, die als de "Grote Noordelijke Expeditie" bekendstaat. Ook Tsjirikov en Spanberg waren opnieuw actief. De plannen groeiden uiteindelijk uit tot een grootscheepse expeditie, met diverse onderdelen. Als onderdeel van deze expeditie trokken natuuronderzoekers zoals Georg Wilhelm Steller door Siberië. Verder werd de volledige noordkust van Siberië verkend en werden schepen uitgestuurd naar Japan.
In 1741 werd uiteindelijk het hoogtepunt van de expeditie bereikt. Twee schepen, de Sv. Pjotr (Heilige Petrus) onder Bering en de Sv. Pavel (Heilige Paulus) onder Tsjirikov, voeren zuidoost, dan noordoost vanuit Kamtsjatka, op zoek naar (niet-bestaande) landen in de noordelijke Grote Oceaan en het Amerikaanse continent. Onderweg verloren beide schepen elkaar in een storm uit het oog. Bering bereikte de Golf van Alaska en zag het Sint-Eliasgebergte. Hij landde op Kayakeiland en voer langs het schiereiland Kenai en het eiland Kodiak. Gedeeltelijk de Aleoeten volgend, voer het schip terug naar Kamtsjatka, en landde uiteindelijk op Beringeiland (Avatsja-eiland). Bering stierf hier aan scheurbuik.
In augustus 1991 werden de graven van Bering en vijf andere zeelieden ontdekt. De overblijfselen werden naar Moskou vervoerd, waar ze werden onderzocht door de forensische artsen. In 1992 werden Bering en de andere zeelieden opnieuw begraven op het Beringeiland.
Zijn naam leeft voort in de Beringstraat, de Beringzee, het Beringeiland, de Beringgletsjer, het Vitusmeer en de Beringlandbrug.

## Naslagwerk
- (en)  Frost, Orcutt William Bering: The Russian Discovery of America Yale University Press (2003) ISBN 0300100590
- (en)  National Geographic Dire Straits: Bering's deadly exploration of the Pacific, 8 januari 2019